# Дальневосточный морской чёрт
Дальневосточный морской чёрт или дальневосточный удильщик (лат. Lophius litulon) — вид морских лучепёрых рыб семейства удильщиковых отряда удильщикообразных.

## Описание

### Внешний вид
Общая длина тела достигает 150 см. Имеет большую и широкую плоскую голову. Рот очень большой, нижняя челюсть выступает вперёд. На нижней челюсти 1—2 ряда зубов. Кожа без чешуи. Брюшные плавники находятся на горле. Грудные плавники широкие с мясистой лопастью. Первые три луча спинного плавника обособлены друг от друга, первый из них очень длинный. Верхняя сторона тела коричневого цвета, со светлыми пятнышками, окруженными более тёмной каймой, нижняя часть туловища светлая.

### Ареал
Обитает в Японском море у берегов Кореи, в заливе Петра Великого, и у острова Хонсю. Также встречается в Охотском море, Жёлтом, по тихоокеанскому побережью Японии, в Восточно-Китайском и Южно-Китайском морях.
Населяет глубины от 50 до 200—2000 м.

### Питание и образ жизни
Засадный хищник. Большую часть времени он проводит в ожидании добычи совершенно неподвижно затаившись на дне, почти сливаясь с ним. Питается в основном разными рыбами и ракообразными.
Ведёт одиночный образ жизни.

### Размножение и развитие
Дальневосточные морские черти нерестятся в конце лета. Икринки вымётываются в слизевой ленте. Кладка состоящая из 1 000 000 икринок дрейфует в толще воды. Молодь отличается более вытянутым телом и ведёт пелагический образ жизни, питаясь зоопланктоном. По достижении длины 6—8 см они начинают преображаться, в течение нескольких недель меняя форму тела на характерную для взрослых рыб и переходя к донному образу жизни.

## Дальневосточный морской чёрт и человек
Мясо высоко ценят в Японии. В пищу идут также печень, плавники, шкура и желудок.
Богатый белками морской чёрт с низким содержанием жиров в Японии считается полезным для здоровья, но изысканным деликатесом является обладающая особым вкусом печень этой рыбы, так называемая «морская фуа-гра». У морского чёрта съедобно всё кроме костей. Каждую его часть сначала отваривают, тщательно удаляя жир, а затем варят в бульоне «даси». Эффектом омолаживания кожи обладает коллаген, содержащийся в желатине, производящемся из кожи этой рыбы. Сезон ловли морского чёрта ― зима, и блюда из этой рыбы едят с октября по июнь. По мнению японцев морской чёрт имеет удивительный вкус, который невозможно вообразить по его внешнему виду. В Токио есть рестораны, специализирующиеся на блюдах из морского чёрта («анко»).